# Pechbusque
Pechbusque [pɛʃbyskə] est une commune française située dans le nord du département de la Haute-Garonne en région Occitanie.
Sur le plan historique et culturel, la commune est dans le Lauragais, l'ancien « Pays de Cocagne », lié à la fois à la culture du pastel et à l’abondance des productions, et de « grenier à blé du Languedoc ». Exposée à un climat océanique altéré, elle est drainée par divers petits cours d'eau. La commune possède un patrimoine naturel remarquable composé de deux zones naturelles d'intérêt écologique, faunistique et floristique.
Pechbusque est une commune rurale qui compte 982 habitants en 2022, après avoir connu une forte hausse de la population depuis 1962. Elle est dans l'agglomération toulousaine et fait partie de l'aire d'attraction de Toulouse. Ses habitants sont appelés les Pechbusquois ou  Pechbusquoises.

## Géographie

### Localisation
La commune de Pechbusque se trouve dans le département de la Haute-Garonne, en région Occitanie.
Elle se situe à 9 km à vol d'oiseau de Toulouse, préfecture du département, et à 3 km de Castanet-Tolosan, bureau centralisateur du canton de Castanet-Tolosan dont dépend la commune depuis 2015 pour les élections départementales.
La commune fait en outre partie du bassin de vie de Toulouse.
Les communes les plus proches sont : 
Vieille-Toulouse (1,1 km), Auzeville-Tolosane (1,8 km), Vigoulet-Auzil (2,3 km), Ramonville-Saint-Agne (2,4 km), Mervilla (2,5 km), Castanet-Tolosan (3,4 km), Portet-sur-Garonne (4,3 km), Rebigue (4,7 km).
Sur le plan historique et culturel, Pechbusque fait partie du pays toulousain, une ceinture de plaines fertiles entrecoupées de bosquets d'arbres, aux molles collines semées de fermes en briques roses, inéluctablement grignotée par l'urbanisme des banlieues.
Pechbusque est limitrophe de six autres communes.
Les communes limitrophes sont Toulouse, Auzeville-Tolosane, Mervilla, Ramonville-Saint-Agne, Vieille-Toulouse et Vigoulet-Auzil.
|                  | Toulouse       | Ramonville-Saint-Agne |
| Vieille-Toulouse | Pechbusque     | Auzeville-Tolosane    |
|                  | Vigoulet-Auzil | Mervilla              |

### Géologie et relief
La superficie de la commune est de 314 hectares ; son altitude varie de 148  à   274 mètres.
Située sur les contreforts des coteaux de Pech-David.

### Hydrographie

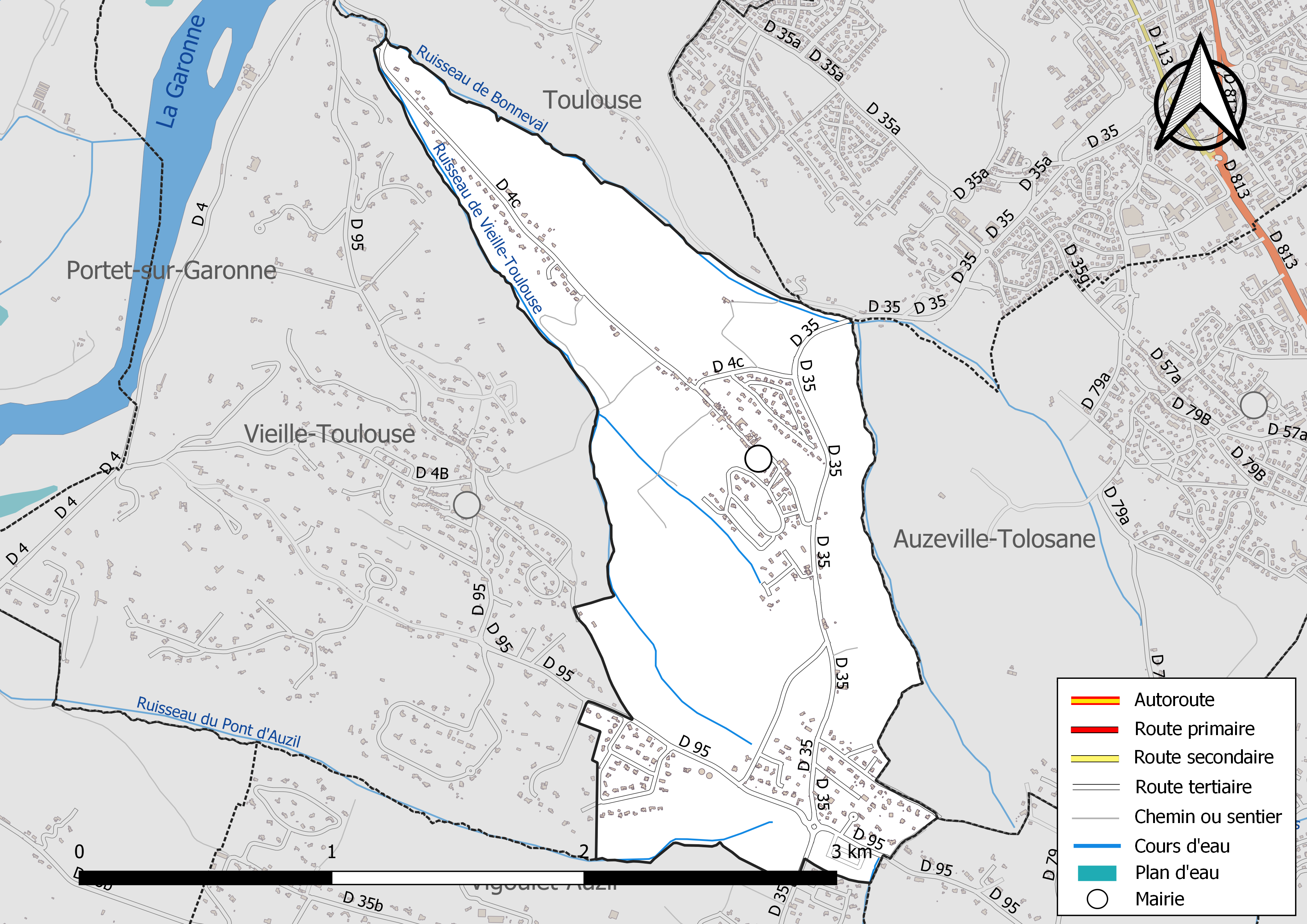
Réseaux hydrographique et routier de Pechbusque.

La commune est dans le bassin de la Garonne, au sein du bassin hydrographique Adour-Garonne. Elle est drainée par le ruisseau de Bonneval, le ruisseau d'en-Gros, le ruisseau de Vieille-Toulouse, le ruisseau du Pont d'Auzil et par deux petits cours d'eau, constituant un réseau hydrographique de 5 km de longueur totale,.

### Climat
Pour des articles plus généraux, voir Climat de l'Occitanie et Climat de la Haute-Garonne.
En 2010, le climat de la commune est de type climat du Bassin du Sud-Ouest, selon une étude s'appuyant sur une série de données couvrant la période 1971-2000. En 2020, Météo-France publie une typologie des climats de la France métropolitaine dans laquelle la commune est exposée à un climat océanique altéré et est dans la région climatique Aquitaine, Gascogne, caractérisée par une pluviométrie abondante au printemps, modérée en automne, un faible ensoleillement au printemps, un été chaud (19,5 °C), des vents faibles, des brouillards fréquents en automne et en hiver et des orages fréquents en été (15 à 20 jours).
Pour la période 1971-2000, la température annuelle moyenne est de 13 °C, avec une amplitude thermique annuelle de 15,7 °C. Le cumul annuel moyen de précipitations est de 753 mm, avec 8,6 jours de précipitations en janvier et 5,9 jours en juillet. Pour la période 1991-2020, la température moyenne annuelle observée sur la station météorologique la plus proche, située sur la commune de Cugnaux à 9 km à vol d'oiseau, est de 14,3 °C et le cumul annuel moyen de précipitations est de 635,7 mm,. Pour l'avenir, les paramètres climatiques de la commune estimés pour 2050 selon différents scénarios d’émission de gaz à effet de serre sont consultables sur un site dédié publié par Météo-France en novembre 2022.

### Milieux naturels et biodiversité

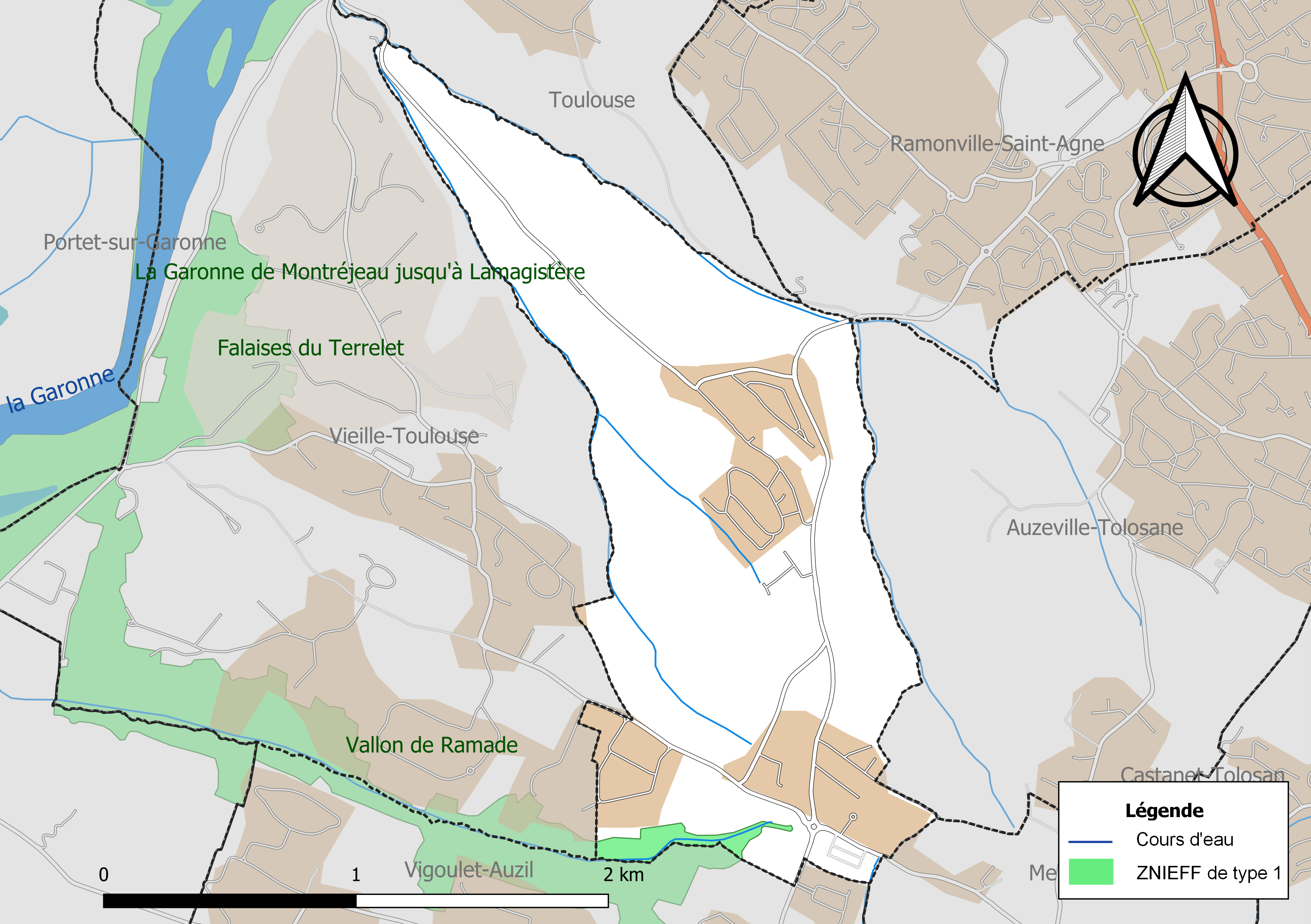
Carte de la ZNIEFF de type 1 localisée sur la commune.

L’inventaire des zones naturelles d'intérêt écologique, faunistique et floristique (ZNIEFF) a pour objectif de réaliser une couverture des zones les plus intéressantes sur le plan écologique, essentiellement dans la perspective d’améliorer la connaissance du patrimoine naturel national et de fournir aux différents décideurs un outil d’aide à la prise en compte de l’environnement dans l’aménagement du territoire.
Une ZNIEFF de type 1 est recensée sur la commune :
le « vallon de Ramade » (95 ha), couvrant 4 communes du département et une ZNIEFF de type 2, : 
« la Garonne et milieux riverains, en aval de Montréjeau » (6 874 ha), couvrant 93 communes dont 64 dans la Haute-Garonne, trois dans le Lot-et-Garonne et 26 dans le Tarn-et-Garonne.

## Urbanisme

### Typologie
Au 1er janvier 2024, Pechbusque est catégorisée commune rurale à habitat dispersé, selon la nouvelle grille communale de densité à sept niveaux définie par l'Insee en 2022.
Elle appartient à l'unité urbaine de Toulouse, une agglomération inter-départementale regroupant 81  communes, dont elle est une commune de la banlieue,,. Par ailleurs la commune fait partie de l'aire d'attraction de Toulouse, dont elle est une commune de la couronne,. Cette aire, qui regroupe 527 communes, est catégorisée dans les aires de 700 000 habitants ou plus (hors Paris),.

### Occupation des sols

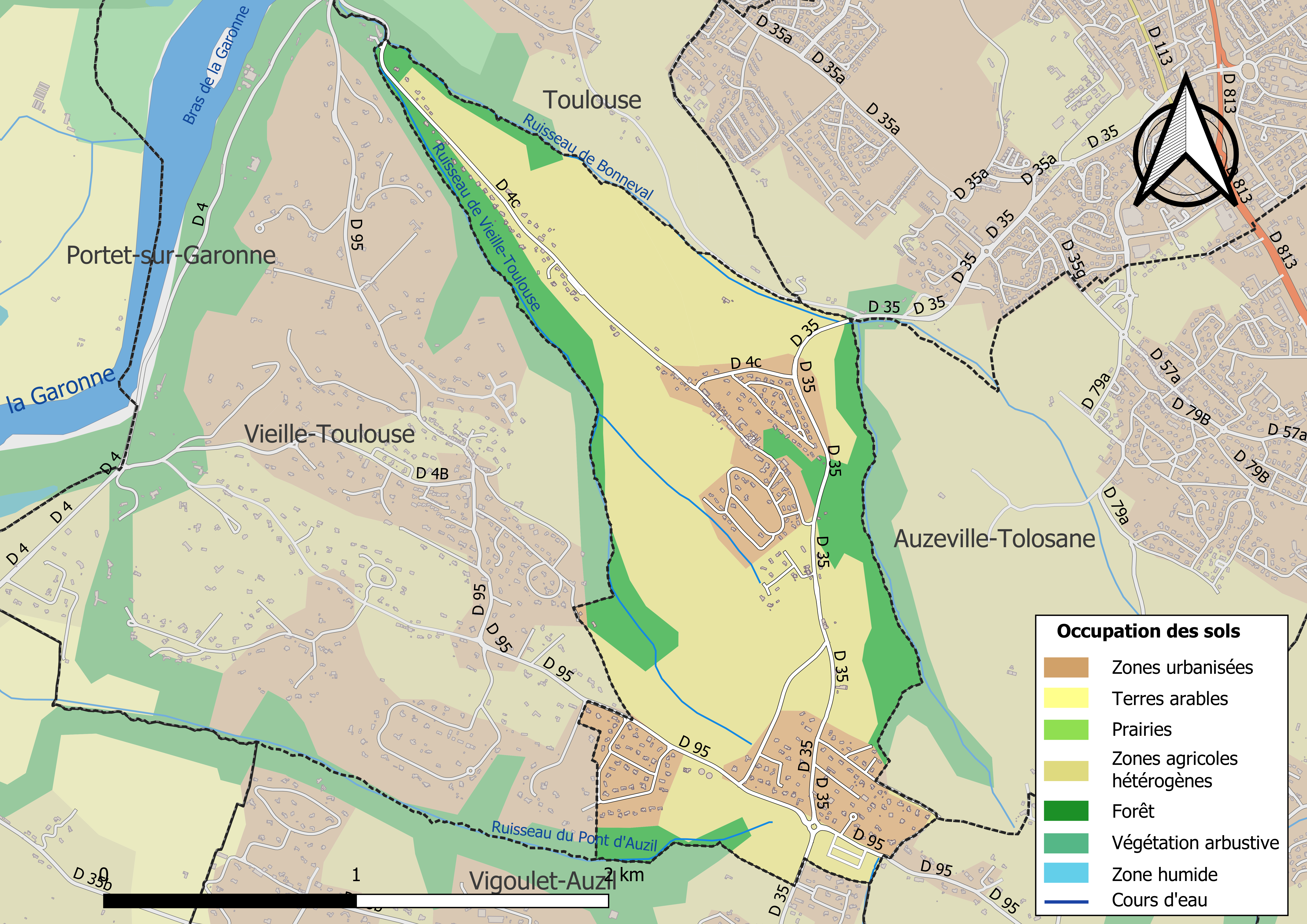
Carte des infrastructures et de l'occupation des sols de la commune en 2018 (CLC).

L'occupation des sols de la commune, telle qu'elle ressort de la base de données européenne d’occupation biophysique des sols Corine Land Cover (CLC), est marquée par l'importance des territoires agricoles (60,1 % en 2018), en diminution par rapport à 1990 (70,3 %). La répartition détaillée en 2018 est la suivante : 
zones agricoles hétérogènes (60,1 %), zones urbanisées (21,2 %), forêts (18,6 %). L'évolution de l’occupation des sols de la commune et de ses infrastructures peut être observée sur les différentes représentations cartographiques du territoire : la carte de Cassini (XVIIIe siècle), la carte d'état-major (1820-1866) et les cartes ou photos aériennes de l'IGN pour la période actuelle (1950 à aujourd'hui).

### Voies de communication et transports
Le TAD 119 du réseau Tisséo relie la commune à la station Ramonville du métro de Toulouse.

### Risques majeurs
Le territoire de la commune de Pechbusque est vulnérable à différents aléas naturels : météorologiques (tempête, orage, neige, grand froid, canicule ou sécheresse) et séisme (sismicité très faible). Un site publié par le BRGM permet d'évaluer simplement et rapidement les risques d'un bien localisé soit par son adresse soit par le numéro de sa parcelle.

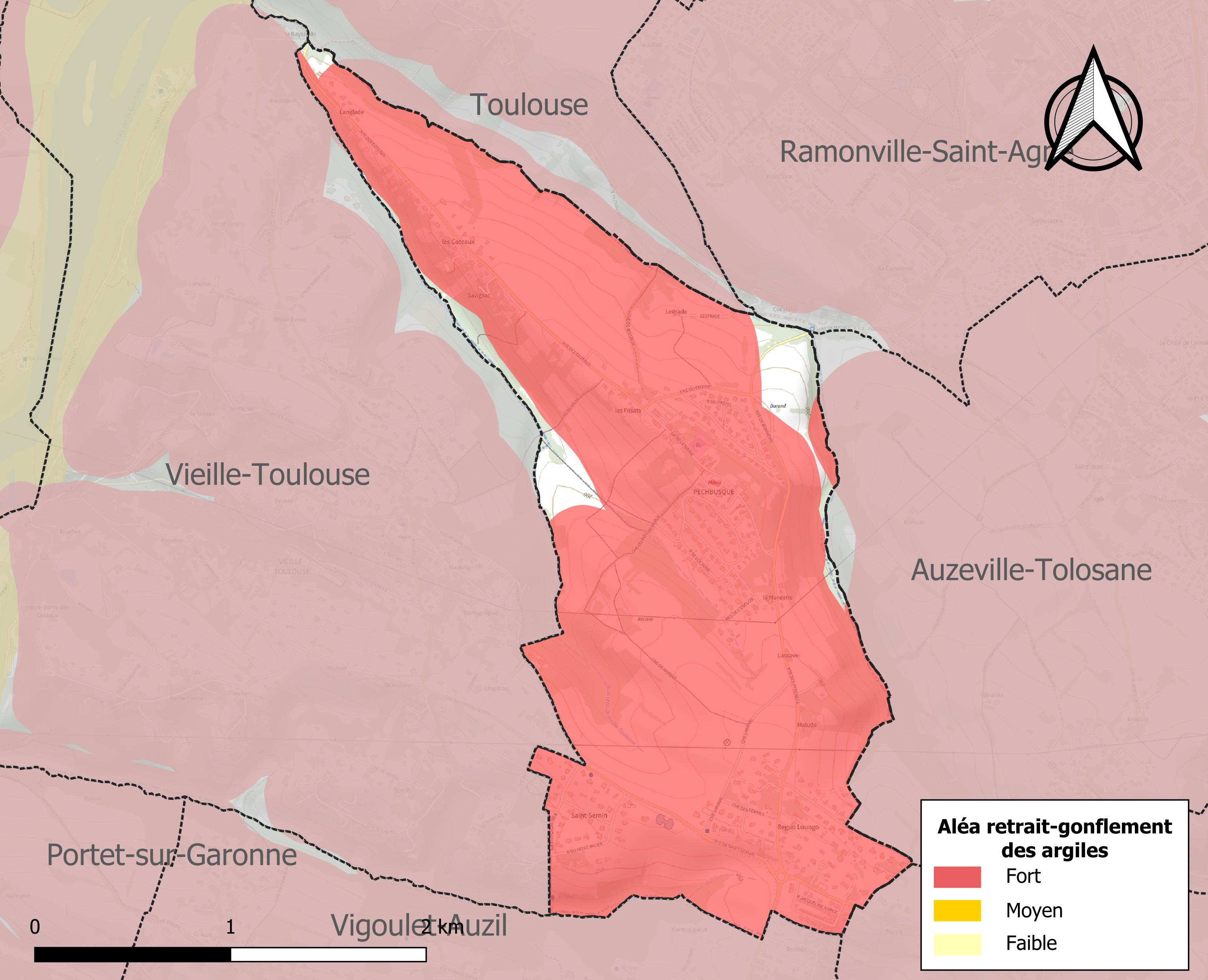
Carte des zones d'aléa retrait-gonflement des sols argileux de Pechbusque.

Le retrait-gonflement des sols argileux est susceptible d'engendrer des dommages importants aux bâtiments en cas d’alternance de périodes de sécheresse et de pluie. 94,1 % de la superficie communale est en aléa moyen ou fort (88,8 % au niveau départemental et 48,5 % au niveau national). Sur les 335 bâtiments dénombrés sur la commune en 2019, 334 sont en aléa moyen ou fort, soit 100 %, à comparer aux 98 % au niveau départemental et 54 % au niveau national. Une cartographie de l'exposition du territoire national au retrait gonflement des sols argileux est disponible sur le site du BRGM,.
Par ailleurs, afin de mieux appréhender le risque d’affaissement de terrain, l'inventaire national des cavités souterraines permet de localiser celles situées sur la commune.
Concernant les mouvements de terrains, la commune a été reconnue en état de catastrophe naturelle au titre des dommages causés par la sécheresse en 1998, 2003, 2011 et 2017 et par des mouvements de terrain en 1999 et 2000.

## Toponymie
Son nom occitan est Puèg-Busca (prononcé pèb-busco IPA [pɛb'bysko]). Ce nom est à rapprocher de deux toponymes voisins, Pech David (occ. Puèg Dàvid) et le Busca (occitan Lo Buscan, prononcé lé busca IPA [leBys'ka]). Puèg (du latin PODIUM) signifiant hauteur, il est probable que le nom dérive d'une forme plus ancienne Puèg-Buscan dont la prononciation locale au Moyen Âge était très certainement [pɛtʃ-bys'ko], et qui serait passé à [pɛtʃ-'bysko] par régression de l'accent tonique après identification de la terminaison -o avec celle du féminin occitan. Ce phénomène est attesté pour le nom de la rue principale de Toulouse au Moyen Âge, qui de Carrièra Sant Roman, c'est-à-dire rue St Romain (prononcé IPA [san rru'mo]) est devenue rue Sant Roma (prononcé IPA [san 'rrumo]) par régression d'accent tonique, et est passé en français sous cette forme (rue St Rome).
André Soutou, dans un article de 1965, étudie une inscription funéraire datée de 1289 qui désigne ce village sous le toponyme Podio Buscano.

## Histoire

### Héraldique
| Pechbusque | Son blasonnement est : De sinople aux trois bandes d'or. |

## Politique et administration

### Administration municipale
Le nombre d'habitants au recensement de 2017 étant compris entre 500 habitants et 1 499 habitants, le nombre de membres du conseil municipal pour l'élection de 2020 est de quinze,.

### Rattachements administratifs et électoraux
Commune faisant partie de la dixième circonscription de la Haute-Garonne, du Sicoval et du canton de Castanet-Tolosan.

### Liste des maires
| Période                                  | Période  | Identité        | Étiquette | Qualité   |
| ---------------------------------------- | -------- | --------------- | --------- | --------- |
| 1970                                     | 1977     | Germain Goussis |           |           |
| 1977                                     | 2001     | Gérard Sabatié  |           |           |
| mars 2001                                | 2011     | Gilbert Chapuis |           |           |
| juin 2011                                | En cours | Didier Bélair   | DVG       | Ingénieur |
| Les données manquantes sont à compléter. |          |                 |           |           |

## Population et société

### Démographie
L'évolution du nombre d'habitants est connue à travers les recensements de la population effectués dans la commune depuis 1793. Pour les communes de moins de 10 000 habitants, une enquête de recensement portant sur toute la population est réalisée tous les cinq ans, les populations de référence des années intermédiaires étant quant à elles estimées par interpolation ou extrapolation. Pour la commune, le premier recensement exhaustif entrant dans le cadre du nouveau dispositif a été réalisé en 2007.

En 2022, la commune comptait 982 habitants, en évolution de +13,79 % par rapport à 2016 (Haute-Garonne : +8,02 %, France hors Mayotte : +2,11 %).
| 1793 | 1800 | 1806 | 1821 | 1831 | 1836 | 1841 | 1846 | 1851 |
| ---- | ---- | ---- | ---- | ---- | ---- | ---- | ---- | ---- |
| 167  | 152  | 151  | 156  | 164  | 143  | 127  | 162  | 168  |

| 1856 | 1861 | 1866 | 1872 | 1876 | 1881 | 1886 | 1891 | 1896 |
| ---- | ---- | ---- | ---- | ---- | ---- | ---- | ---- | ---- |
| 182  | 145  | 161  | 144  | 140  | 144  | 136  | 130  | 130  |

| 1901 | 1906 | 1911 | 1921 | 1926 | 1931 | 1936 | 1946 | 1954 |
| ---- | ---- | ---- | ---- | ---- | ---- | ---- | ---- | ---- |
| 129  | 128  | 108  | 126  | 112  | 130  | 148  | 137  | 174  |

| 1962 | 1968 | 1975 | 1982 | 1990 | 1999 | 2006 | 2007 | 2012 |
| ---- | ---- | ---- | ---- | ---- | ---- | ---- | ---- | ---- |
| 175  | 187  | 235  | 371  | 522  | 707  | 786  | 797  | 834  |

| 2017 | 2022 | - | - | - | - | - | - | - |
| ---- | ---- | - | - | - | - | - | - | - |
| 882  | 982  | - | - | - | - | - | - | - |

| selon la population municipale des années : | 1968 | 1975 | 1982 | 1990 | 1999 | 2006 | 2009 | 2013 |
| Rang de la commune dans le département      | 297  | 298  | 218  | 191  | 173  | 180  | 179  | 186  |
| Nombre de communes du département           | 592  | 582  | 586  | 588  | 588  | 588  | 589  | 589  |

### Service public
Centre Communal d'Action Sociale (CCAS).

### Enseignement
Pechbusque fait partie de l'académie de Toulouse.
La commune possède un groupe scolaire maternelle et primaire.

### Culture et festivités
Comité des fêtes, autres associations (Mosaïque, les 4 Vents, etc.)

### Activités sportives
Randonnée pédestre, football, yoga, chasse, tennis,

### Écologie et recyclage
La collecte et le traitement des déchets des ménages et des déchets assimilés ainsi que la protection et la mise en valeur de l'environnement se font dans le cadre du Sicoval.
Un système de paniers bio mettant en contact direct des petits producteurs et des écomangeurs est organisé.
Localement se développe un mouvement citoyen de transition écologique.
Des réunions "zéro déchets" se multiplient.

## Économie

### Revenus
En 2018  (données Insee publiées en septembre 2021), la commune compte 353 ménages fiscaux, regroupant 943 personnes. La médiane du revenu disponible par unité de consommation est de 36 440 € (23 140 € dans le département).

### Emploi
|                | 2008  | 2013  | 2018  |
| -------------- | ----- | ----- | ----- |
| Commune        | 2,7 % | 4,4 % | 4,9 % |
| Département    | 7,7 % | 9,6 % | 9,3 % |
| France entière | 8,3 % | 10 %  | 10 %  |

En 2018, la population âgée de 15 à 64 ans s'élève à 536 personnes, parmi lesquelles on compte 76,4 % d'actifs (71,5 % ayant un emploi et 4,9 % de chômeurs) et 23,6 % d'inactifs,. Depuis 2008, le taux de chômage communal (au sens du recensement) des 15-64 ans est inférieur à celui de la France et du département.
La commune fait partie de la couronne de l'aire d'attraction de Toulouse, du fait qu'au moins 15 % des actifs travaillent dans le pôle,. Elle compte 106 emplois en 2018, contre 92 en 2013 et 73 en 2008. Le nombre d'actifs ayant un emploi résidant dans la commune est de 390, soit un indicateur de concentration d'emploi de 27,1 % et un taux d'activité parmi les 15 ans ou plus de 58,5 %.
Sur ces 390 actifs de 15 ans ou plus ayant un emploi, 46 travaillent dans la commune, soit 12 % des habitants. Pour se rendre au travail, 84,8 % des habitants utilisent un véhicule personnel ou de fonction à quatre roues, 4,4 % les transports en commun, 5,9 % s'y rendent en deux-roues, à vélo ou à pied et 4,9 % n'ont pas besoin de transport (travail au domicile).

### Activités hors agriculture

#### Secteurs d'activités
72 établissements sont implantés  à Pechbusque au 31 décembre 2019. Le tableau ci-dessous en détaille le nombre par secteur d'activité et compare les ratios avec ceux du département,.
| Secteur d'activité                                                                                        | Commune | Commune | Département |
| Secteur d'activité                                                                                        | Nombre  | %       | %           |
| --- | ------- | ------- | ----------- |
| Ensemble                                                                                                  | 72      | 100 %   | (100 %)     |
| Industrie manufacturière, industries extractives et autres                                                | 6       | 8,3 %   | (5,7 %)     |
| Construction                                                                                              | 4       | 5,6 %   | (12 %)      |
| Commerce de gros et de détail, transports, hébergement et restauration                                    | 10      | 13,9 %  | (25,9 %)    |
| Information et communication                                                                              | 4       | 5,6 %   | (4,1 %)     |
| Activités financières et d'assurance                                                                      | 3       | 4,2 %   | (3,8 %)     |
| Activités immobilières                                                                                    | 2       | 2,8 %   | (4,2 %)     |
| Activités spécialisées, scientifiques et techniques et activités de services administratifs et de soutien | 21      | 29,2 %  | (19,8 %)    |
| Administration publique, enseignement, santé humaine et action sociale                                    | 17      | 23,6 %  | (16,6 %)    |
| Autres activités de services                                                                              | 5       | 6,9 %   | (7,9 %)     |

Le secteur des activités spécialisées, scientifiques et techniques et des activités de services administratifs et de soutien est prépondérant sur la commune puisqu'il représente 29,2 % du nombre total d'établissements de la commune (21 sur les 72 entreprises implantées  à Pechbusque), contre 19,8 % au niveau départemental.

#### Entreprises et commerces
Les cinq entreprises ayant leur siège social sur le territoire communal qui génèrent le plus de chiffre d'affaires en 2020 sont : 
- Service Technic Gaz, travaux d'installation d'équipements thermiques et de climatisation (423 k€) ;
- Eric Maugard Conseil, conseil pour les affaires et autres conseils de gestion (185 k€) ;
- L'oustal, activités des sociétés holding (181 k€) ;
- Toulouse Medical, réparation d'équipements électriques (50 k€) ;
- Navigest 31, location et location-bail d'articles de loisirs et de sport (15 k€).

L'agriculture basée sur la culture de céréales (maïs, blé…) a encore une place importante mais tend à diminuer en faveur de zones résidentielles liées à la proximité de l'agglomération toulousaine.

### Agriculture
|               | 1988 | 2000 | 2010 | 2020 |
| ------------- | ---- | ---- | ---- | ---- |
| Exploitations | 4    | 2    | 2    | 2    |
| SAU (ha)      | 44   | 19   | 27   | 14   |

La commune est dans le Lauragais, une petite région agricole occupant le nord-est du département de la Haute-Garonne, dont les coteaux portent des grandes cultures en sec avec une dominante blé dur et tournesol. En 2020, l'orientation technico-économique de l'agriculture  sur la commune est l'exploitation de grandes cultures (hors céréales et oléoprotéagineuses). Deux exploitations agricoles ayant leur siège dans la commune sont dénombrées lors du recensement agricole de 2020 (quatre en 1988). La superficie agricole utilisée est de 14 ha,,.

## Culture locale et patrimoine

### Lieux et monuments
- Église Saint-Jacques à clocher-mur.

### Personnalités liées à la commune
Un épisode de la deuxième guerre mondiale, pendant l'occupation allemande, permet de mettre en lumière l'une des habitantes de la commune, Alice Damin (1932-2020), qui avait également pour habitude de fleurir la Grand-rue de la Mairie où elle résida de nombreuses années en plantant et entretenant de nombreuses fleurs le long des trottoirs.
Nous sommes en 1943, et Alice, alors âgée de 11 ans, sauve la vie d'un prisonnier polonais en détournant l'attention d'un officier allemand. Un acte de bravoure récompensé après la guerre après par la visite d'Alice par l'ancien prisonnier alors rentré au pays.

## Pour approfondir